# Hakig smaltandmos
Hakig smaltandmos (Ditrichum cylindricum) is een soort uit het geslacht smaltandmos (Ditrichum).

## Determinatie
Hakig smaltandmos vormt ijle zoden van kroezige planten. De bladeren zijn schedevormig en hebben een haaks afstaande, priemvormige bladtop. Aan de rizoïden zitten onregelmatig gevormde, geelbruine tot bruine broedkorrels.

### Gelijkende taxa
Hakig smaltandmos lijkt veel op kleigreppelmos. De laatstgenoemde soort heeft echter afstaande bladeren zonder schede.